# C.N.A. Strik van Ratingen
C.N.A. Strik van Ratingen, alias van Fons Vulling[h]s, was een leraar Nederlands aan het Canisius College in Nijmegen en daarnaast een anonieme dichter. Hij is voornamelijk bekend als een van de samenstellers van de bloemlezing Al bleef ik eeuwig ongelezen (1974) en de bijbehorende mystificatie. 

## Mystificatie
Vooruitgang noemt men het in deez’ verlichte tijden,
Dat men den loop versmaadt en tegen de natuur
Des menschen stormen wil en door de kracht van vuur
Zich zonder paarden nu in wagens wil doen rijden.

Vooruitgang noemt men het dat men instee van lopen
Nu zich per wieler spoedt en, strijdig met zijn aard,
De snelheid van den mensch wil meten aan het paard,
Zich niet bewust hoe duur men hoogmoed zal bekopen.
In de hiervoor genoemde bloemlezing publiceerde hij onder genoemde pseudoniem het sonnet Vooruitgang, met de suggestie dat het oorspronkelijk uit de bundel Lente of Herfst? (1884) kwam.
Dat het een pseudoniem betrof was destijds niet publiekelijk bekend. De Nederlandse letterkundige Rody Chamuleau schreef deze naam toe aan ene Cornelis  Nicolaas Anthonie Strik van Ratingen, een fictieve negentiende-eeuwse dichter. Dit werd een staaltje literaire mystificatie dat hierna ruim een kwarteeuw zou standhouden.
Het rondgepompte verhaal was als volgt: de fictieve Strik van Ratingen – volgens Chamuleau "een van de merkwaardigste dichters uit de negentiende eeuw" – moest na de rubbercrisis Indië verlaten. Hij vestigde zich vervolgens in Arnhem, waar hij zich voornamelijk bezig zou houden met het publiceren van wetenschappelijke traktaten en het schrijven van cabareteske poëzie die hij zelf op melodie zette. Deze Strik van Ratingen zou voor een 19e-eeuwer tevens een verrassend modern zwartgallig gevoel voor humor hebben gehad.
Vanaf de 'herontdekking' van deze negentiende-eeuwse dichter in 1974 middels de publicatie van het sonnet Vooruitgang volgden meer gedichten en zijn biografie. Ze werden gedurende ruim een kwarteeuw nietsvermoedend en zonder kritische kanttekening door de literaire wereld geadopteerd. Pas in 2012 werd duidelijk dat het om een gefingeerd persoon ging en dat er in werkelijkheid achter de gedichten verschillende auteurs zaten.